# Willi Paul Adams
Willi Paul Adams (* 16. Januar 1940 in Leipzig; † 3. Oktober 2002 in Berlin) war ein deutscher Amerikanist und Historiker.

## Leben und Wirken
Willi Paul Adams, Sohn von Elisabeth Adams, geborene Junker, und des Kaufmanns Paul Adams, verbrachte als Siebzehnjähriger ein Schuljahr an der Frewsburg Central School in Frewsburg (im Staat New York), wo er 1957 ein Diplom der High School erwarb. Er studierte nach dem 1960 in Bad Godesberg absolvierten Abitur an der Universität Bonn und seit 1962 an der Freien Universität Berlin Geschichte. Zudem hatte er Anglistik und Amerikanistik studiert. 1965/1966 führte ihn ein Forschungsstipendium nach Yale. 1968 wurde er an der Freien Universität Berlin bei Gerald Stourzh und Hans Rudolf Guggisberg zum Doktor der Philosophie promoviert. 1972 folgte die Habilitation. Er lehrte seit 1972 als Professor für Amerikastudien an der Universität Frankfurt und war seit 1977 Professor für Geschichte Nordamerikas am John-F.-Kennedy-Institut für Nordamerikastudien der FU Berlin, zeitweilig auch Sprecher des Instituts. Zwischen 1972 und 1977 war er zudem Fellow am Warren Center der Harvard University. 1978 hatte er eine Gastprofessur (als Visiting Professor) an der University of Chicago und 1980/1981 war er Fellow am Woodrow Wilson International Center for Scholars.

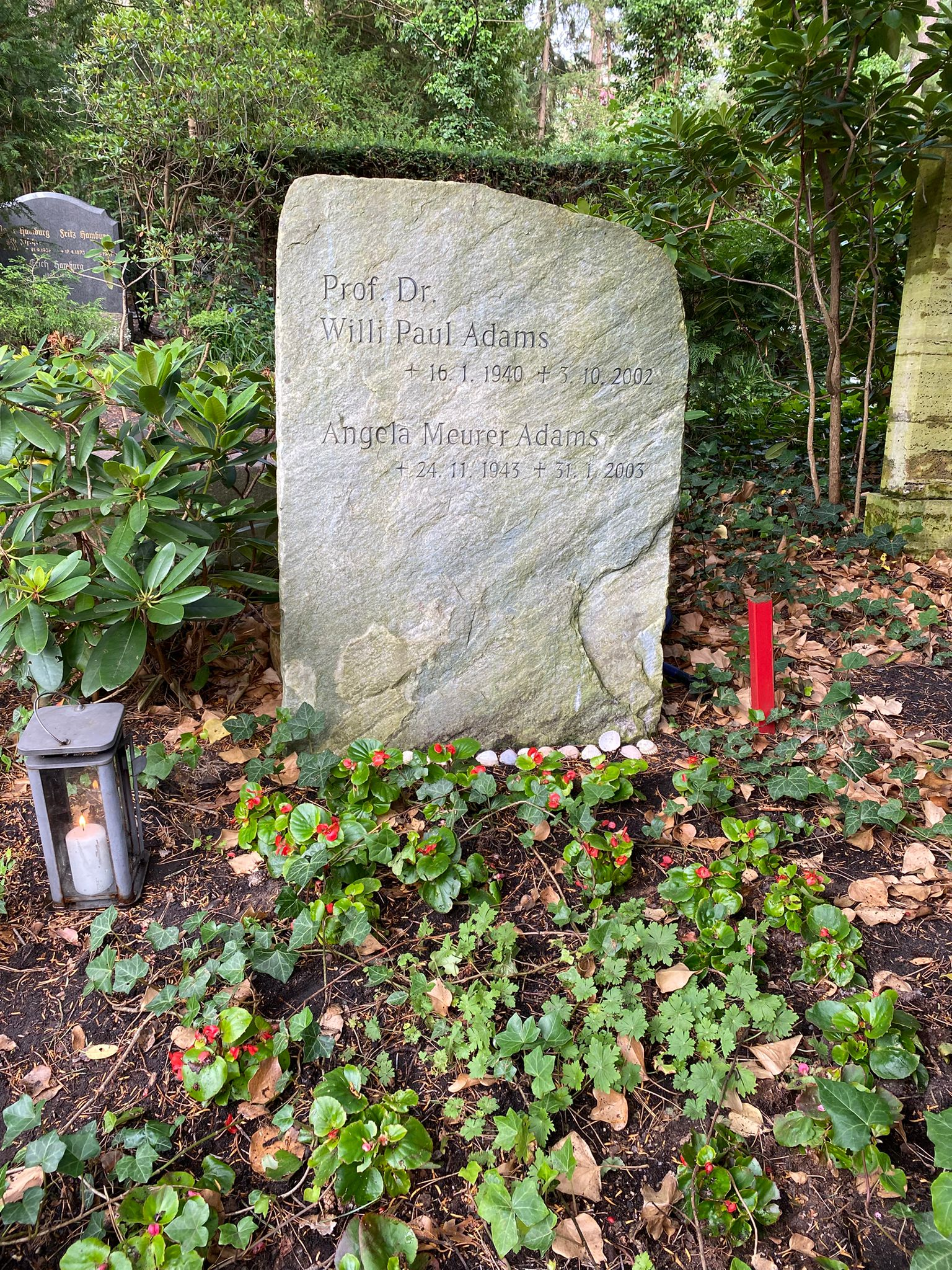
Grabstätte

Schwerpunkte seiner Arbeit waren die amerikanische Revolution, amerikanische Verfassungsgeschichte und deutsche Auswanderung nach Amerika. Die Summe seiner Forschungen mündete in die beiden im Jahr 2000 erschienenen Darstellungen Die USA vor 1900 und Die USA im 20. Jahrhundert. Adams’ Werk bezeichnete der Verfassungshistoriker John Phillip Reid als „den Klassiker der Verfassungsgeschichte der Einzelstaaten“. Nach seiner Ansicht würden seine Forschung und Analyse wohl „jahrzehntelang nicht überholt werden“.
Im Jahr 1976 erhielt Adams für seine Dissertation Republikanische Verfassung und bürgerliche Freiheit. Die Verfassungen und politischen Ideen der amerikanischen Revolution den Bicentennial-Jubiläumspreis (Bicentennial Award) der American Historical Association für die beste Darstellung über die amerikanische Revolution in nicht-englischer Sprache. Zu seinen Ehren verleiht die Organization of American Historians seit 2003 alle zwei Jahre den Willi Paul Adams Award für das beste nicht in englischer Sprache erschienene Buch über amerikanische Geschichte.
Gemeinsam mit seinem Kollegen Knud Krakau war Adams Herausgeber der Studien zu Geschichte, Politik und Gesellschaft Nordamerikas. 1984 gehörte er dem Kuratorium der Atlantik-Brücke an.
Adams starb nach vierjähriger Tumorerkrankung im Alter von 62 Jahren. Vier Monate nach seinem Tod starb auch seine Frau Angela Adams, geborene Meurer, mit der er seit 1968 verheiratet war und zwei Kinder (Johannes und Thomas) hatte. Er ist auf dem Waldfriedhof Dahlem bestattet.

## Schriften
- Das Gleichheitspostulat in der amerikanischen Revolution. In: Historische Zeitschrift. Bd. 212, 1971, S. 59–99.
- Republikanische Verfassung und bürgerliche Freiheit. Die Verfassungen und politischen Ideen der amerikanischen Revolution (= Politica. Bd. 37). Luchterhand, Darmstadt u. a. 1973, ISBN 3-472-74537-1.
- Amerikanische Revolution in Augenzeugenberichten. 1976.
- als Herausgeber: Die Vereinigten Staaten von Amerika (= Fischer Weltgeschichte. Bd. 30). Fischer Taschenbuch Verlag, Frankfurt am Main 1977, ISBN 3-596-60030-8.
- Die deutschsprachige Auswanderung in die Vereinigten Staaten. 1980.
- als Übersetzer mit Angela Meurer Adams: Die Memoiren Richard Nixons. 1981.
- Die Geschichte Nordamerikas in Berlin. In: Reimer Hansen, Wolfgang Ribbe (Hrsg.): Geschichtswissenschaft in Berlin im 19. und 20. Jahrhundert. Persönlichkeiten und Institutionen (= Veröffentlichungen der Historischen Kommission zu Berlin. Bd. 82, Publikationen der Sektion für die Geschichte Berlins.). Walter de Gruyter, Berlin u. a. 1992, ISBN 3-11-012841-1, S. 595–601.
- Die USA vor 1900 (= Oldenbourg Grundriss der Geschichte, Bd. 28). Oldenbourg, München 2000, ISBN 3-486-53081-X.
- Die USA im 20. Jahrhundert (= Oldenbourg Grundriss der Geschichte, Bd. 29). Oldenbourg, München 2000, ISBN 3-486-56439-0.